# Yukarıkavacık, Nallıhan
Yukarıkavacık là một xã thuộc huyện Nallıhan, tỉnh Ankara, Thổ Nhĩ Kỳ. Dân số thời điểm năm 2011 là 55 người.